# Flexicrurum
Flexicrurum es un género de arañas araneomorfas de la familia Ochyroceratidae.

## Distribución geográfica
Son endémicas de cuevas de la isla de Hainan (China).

## Lista de especies
Según The World Spider Catalog 14.5:
- Flexicrurum flexicrurum Tong & Li, 2007 — China
- Flexicrurum longispina Tong & Li, 2007 — China
- Flexicrurum minutum Tong & Li, 2007 — China